# 로쿠고촌 (가가와현)
로쿠고촌(일본어: 六郷村)은 일본 가가와현 나카타도군에 설치된 촌이다.

## 역사
- 1890년 2월 15일 - 정촌제 시행에 수반해 나카군 이마즈촌,시오야촌, 시모가나쿠라촌, 시모가나쿠라촌, 신덴촌, 쓰노모리촌의 대부분이 합병해 로쿠고촌이 성립하였다.
- 1899년 4월 1일 - 다도군 나카군과 합병해 나카타도군이 되었다.
- 1917년 6월 1일 - 마루가메시에 편입해 소멸하였다.

## 참고 문헌
- 角川日本地名大辞典編纂委員会, 『角川日本地名大辞典 43 香川県』, 1985, 角川書店